# Coloradoa achilleae
Coloradoa achilleae är en insektsart som beskrevs av Hille Ris Lambers 1939. Coloradoa achilleae ingår i släktet Coloradoa och familjen långrörsbladlöss. Enligt den finländska rödlistan är arten akut hotad i Finland. Arten är reproducerande i Sverige. Artens livsmiljö är torra gräsmarker. Inga underarter finns listade i Catalogue of Life.